# Vireo osburni
El vireo de Osburn o vireo de las montañas azules (Vireo osburni), es una especie de ave paseriforme de la familia Vireonidae perteneciente al numeroso género Vireo. Es endémica de Jamaica.

## Distribución y hábitat
Habita en las selvas húmedas de montañas de caliza del noroeste de Jamaica, tales como el parque nacional Montes Blue y de John Crow, Cockpit Country y Mt. Diablo.

## Estado de conservación
El vireo de Osburn ha sido calificado como casi amenazado por la Unión Internacional para la Conservación de la Naturaleza (IUCN) debido a que su población se considera en declinio moderado debido a que la selva en su ya pequeña área está siendo deforestada para agricultura. Sin embargo todavía no está severamente fragmentada o restringida a pocas localidades. También parece ser bastante tolerante a la degradación de su ambiente.